# Vodní elektrárna Tonrongan
Vodní elektrárna Tonrongan je označení pro hydroelektrárnu vystavěnou na přelomu 50. a 60. let v KLDR na přítoku řeky Jalu. Turbíny a další technologické celky do ní dodávalo ČKD Blansko. Kromě elektrárny v Tonronganu se Československo podílelo na výstavbě elektráren Ťandingan, Budengan a Chečengan a Kange. Vedoucím československé technické skupiny byl od roku vědecký pracovník Slovenské akademie věd Ing. Boris Boor, který zastával funkci poradce při výstavbě vodních děl v KLDR.
Výstavba hydroelektráren po Korejské válce byla součástí rozsáhlé pomoci, které socialistické Československo KLDR poskytovalo. Podílelo se na obnově válkou zničené země materiálně i technicky. Do Koreje bylo odesíláno zdravotnické vybavení a léčiva. KLDR také například nakupovala stroje na opracování kovů, zařízení elektráren, sléváren a strojírenských závodů (například závod v Chičonu vybavený československými obráběcími stroji byl prvním, ve kterém se na území KLDR začaly vyrábět soustruhy), ale i techniku jako rypadla, autobusy, traktory, nákladní automobily, případně spotřební zboží jako tkaniny, obuv nebo silonové rybářské vlasce.

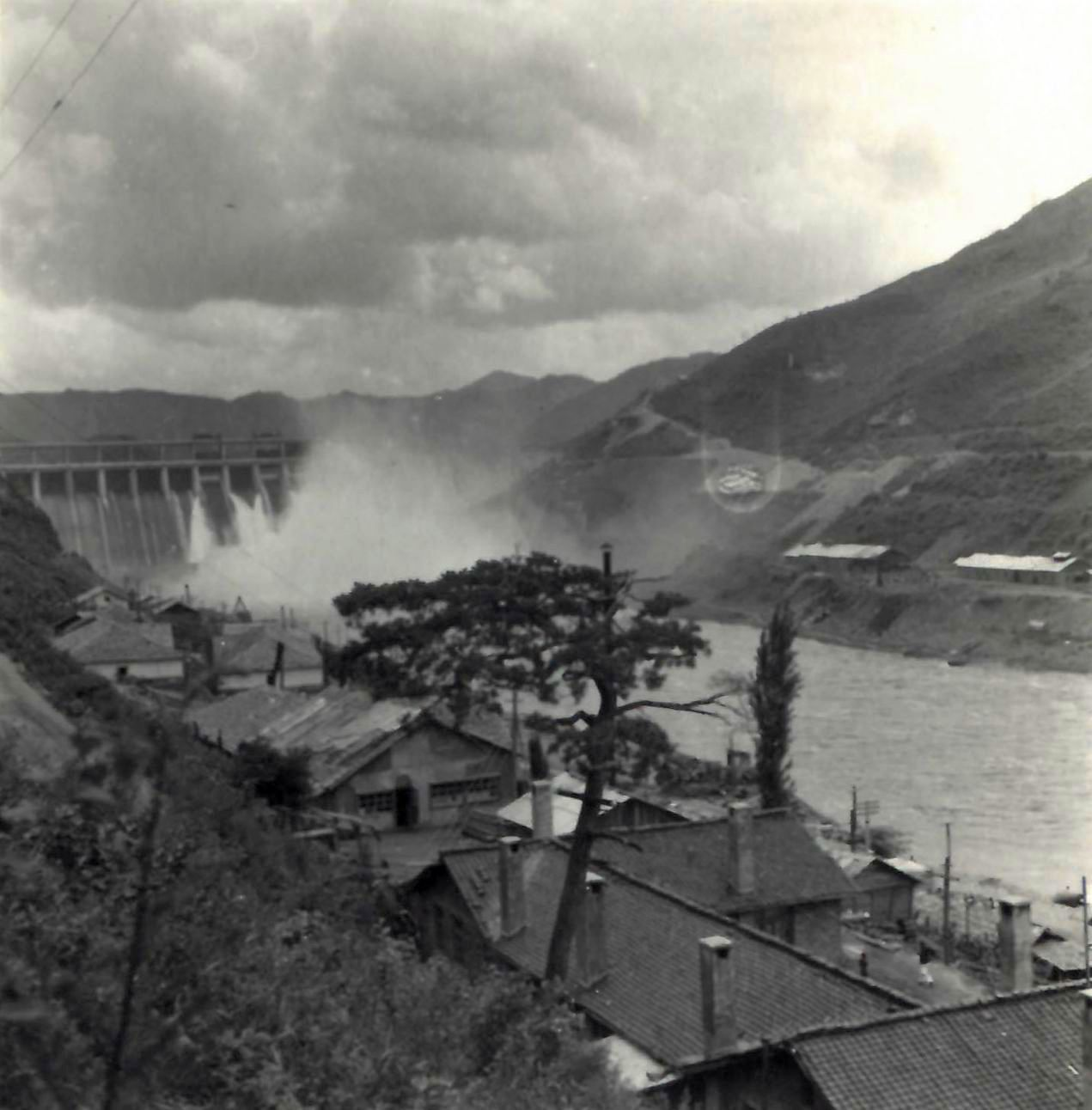
Hydroelektrárna Tonrongan